# Cris Vianna
Kelly Cristina dos Santos (São Paulo, 11 de abril de 1977), mais conhecida como Cris Vianna, é uma atriz, modelo e cantora brasileira.

## Biografia
Aos 13 anos, depois de perder o pai, começou a cuidar das crianças da vizinha e foi tentar a carreira de modelo, bateu na porta de agências até conseguir desfiles e conseguiu, permaneceu na carreira por 10 anos, chegou a desfilar na Itália, Canadá, Austrália e Alemanha. Mais tarde participou por três anos de um grupo vocal, Black Voices, em São Paulo. Tudo isso, para pagar cursos de teatro, em seu currículo consta os cursos Globe, a Escola de Atores Wolf Maya, a Escola de Beto Silveira e a Oficina de Atores da Globo.
Sua estreia como atriz foi em América, como a dançarina Drica. Depois, vieram Sinhá Moça, na qual ela era a escrava Maria das Dores. Ainda em 2006, em O Profeta, Cris viveu a professora Gilda na trama. O convite para interpretar Sabrina em Duas Caras veio do diretor Wolf Maya. Quando iniciou as gravações da novela, ela estava finalizando sua participação em Última Parada 174, filme de 2008 de Bruno Barreto baseado no sequestro do ônibus 174, no Rio. Nesse filme, ela interpreta Marisa (uma ex-dependente química que larga o vício e se converte ao evangelho.
Em 2009, Cris Vianna esteve na novela Paraíso, da Rede Globo. Foi uma das vencedoras do Troféu Raça Negra 2010, na categoria Melhor Atriz de Cinema, por seu papel em Besouro. No mesmo ano, participou da novela Tempos Modernos. Em 2011, a atriz interpretou Dagmar dos Anjos, vendedora de empadas, mãe de Leandro, interpretado por Rodrigo Simas em Fina Estampa.
A atriz foi rainha de bateria da escola de samba Grande Rio, em 2011. Foi também  Rainha de bateria da escola de samba Imperatriz Leopoldinense. Em 2012, esteve na novela Salve Jorge, da Rede Globo. Dois anos depois, participou da novela Império, como a rainha de bateria Juju Popular. Em 2015 Esteve no elenco da novela A Regra do Jogoe 2018 em O Tempo não Para.
Em 2022, integrou o elenco da segunda temporada da série Arcanjo Renegado, com Maíra, presidente da Alerj (Assembleia Legislativa do Rio de Janeiro), a parlamentar leva a missão do poder legislativo de fiscalizar o governo, que é comandado por Manuela Berenger, interpretada por Rita Guedes. Em 2023, integra o elenco de três séries: Musa Música, do Globoplay, como Fafá, mãe de Musa, vivida por Cecília Chancez, uma jovem que por meio da música quer construir uma outra atmosfera no seu bairro. Em Beijo Adolescente, série da HBO Max, Cris interpreta uma professora que luta para mudar os pensamentos retrógrados da escola e entende que os alunos são as chances de um futuro melhor. E em A História Delas, do Star+, como Marta, ex-babá e agora dona do próprio negócio, é obrigada a hospedar em sua casa a ex-patroa Isabel (Letícia Spiller) e sua filha Ana Rosa (Bia Arantes), por culpa de uma decisão judicial ligada à prisão do marido de Isabel.

## Controvérsias
No dia 1 de Dezembro de 2015, a atriz foi vítima de racismo na internet, junto à jornalista Maria Júlia Coutinho e a também atriz Taís Araújo.

## Filmografia

### Televisão
| Ano           | Título                    | Personagem                         | Nota                              |
| ------------- | ------------------------- | ---------------------------------- | --------------------------------- |
| 2004          | Linha Direta              | Mulher de Manuel                   | Episódio: "Máscaras de Chumbo"    |
| 2005          | América                   | Drica                              |                                   |
| 2005          | Quem Vai Ficar com Mário? | Marta                              | Especial de Fim de Ano da Globo   |
| 2006          | Sinhá Moça                | Maria das Dores (Das Dores)        |                                   |
| 2006–07       | O Profeta                 | Professora Gilda                   |                                   |
| 2007–08       | Duas Caras                | Sabrina                            |                                   |
| 2009          | Paraíso                   | Candida (Candinha)                 |                                   |
| 2010          | Tempos Modernos           | Tita Bicalho                       |                                   |
| 2011–12       | Fina Estampa              | Dagmar dos Anjos                   |                                   |
| 2012          | As Brasileiras            | Marlene                            | Episódio: "A Sambista da BR- 116" |
| 2012–13       | Salve Jorge               | Júlia Campos Albuquerque (Julinha) |                                   |
| 2014–15       | Império                   | Juliane Alves Matos (Juju Popular) |                                   |
| 2015–16       | A Regra do Jogo           | Indira Dourado                     |                                   |
| 2017          | Dança dos Famosos         | Participante (5º lugar)            | Temporada 14                      |
| 2018–19       | O Tempo Não Para          | Cairu Sabino Machado               |                                   |
| 2021          | The Masked Singer Brasil  | Arara (3º lugar)                   | Temporada 1                       |
| 2022–presente | Arcanjo Renegado          | Maíra Oliveira                     |                                   |
| 2023–24       | Vicky e a Musa            | Fátima Rocha (Fafá)                |                                   |
| 2023          | B.A: O Futuro Está Morto  | Prof.ª Palmira Santos              |                                   |
| 2023          | A História Delas          | Marta Dias                         |                                   |
| 2024          | Família É Tudo            | Lucimeire Mancini (Lulu)           |                                   |

### Cinema
| Ano  | Nome                                     | Personagem       |
| ---- | ---------------------------------------- | ---------------- |
| 2008 | Última Parada 174                        | Marisa           |
| 2009 | Besouro                                  | Teresa           |
| 2009 | Flordelis - Basta uma Palavra para Mudar | Vânia            |
| 2018 | O Segredo de Davi                        | Luiza            |
| 2021 | L.O.C.A.                                 | Marília          |
| 2022 | Me Tira da Mira                          | Ângela Bianchin  |
| 2022 | Abestalhados 2                           | Silvia Cillessen |

### Internet
| Ano  | Título                                       | Personagem | Nota                         |
| ---- | -------------------------------------------- | ---------- | ---------------------------- |
| 2019 | Zodíaca: O Monólogo Definitivo de Cada Signo | Ariana     | Episódio: "A Ariana"         |
| 2020 | Sofia                                        | Sofia      | Áudio-série Original Spotify |

### Participação em Videoclipe
| Ano  | Música                | Artista                      | Ref.   |
| ---- | --------------------- | ---------------------------- | ------ |
| 1998 | Inaraí                | Katinguelê                   | [ 18 ] |
| 2013 | Mais Fácil            | Sorriso Maroto               | [ 19 ] |
| 2015 | Ela Sambou, Eu Dancei | Arlindo Cruz feat. Mr. Catra | [ 20 ] |
| 2015 | Tu e Eu               | Adi Cudz & Big Nelo          | [ 21 ] |
| 2016 | Rio de Paixão         | Mr Paulão                    | [ 22 ] |

## Teatro
| Ano  | Título             | Direção      | Ref.   |
| ---- | ------------------ | ------------ | ------ |
| 2013 | Quando a Gente Ama | João Batista | [ 23 ] |
| 2017 | Rio Mais Brasil    |              |        |

## Prêmios e indicações
| Ano  | Prêmio                             | Categoria                | Trabalho                                | Resultado | Ref.   |
| ---- | ---------------------------------- | ------------------------ | --------------------------------------- | --------- | ------ |
| 2009 | Prêmio Contigo! de Cinema Nacional | Melhor Atriz Coadjuvante | Última Parada 174                       | Venceu    | [ 24 ] |
| 2009 | Troféu Raça Negra                  | Atriz do Ano             | Paraíso                                 | Indicada  | [ 25 ] |
| 2010 | Troféu Raça Negra                  | Melhor Atriz             | Besouro                                 | Venceu    | [ 26 ] |
| 2011 | Troféu Raça Negra                  | Melhor Atriz             | Fina Estampa                            | Indicada  | [ 27 ] |
| 2012 | Troféu Top Of Business             | Destaque do Ano          | Fina Estampa                            | Venceu    | [ 28 ] |
| 2015 | Prêmio Gato de Prata               | Melhor Rainha de Bateria | Imperatriz Leopoldinense                | Venceu    | [ 29 ] |
| 2016 | Troféu The Winner Awards           | Homenagem                | Trajetória na Arte e em Prol da Cultura | Venceu    | [ 30 ] |